# Sunici
De Sunici (of Sunuci) was een tribale groepering met een bepaald grondgebied binnen de Romeinse provincie Germania Inferior, die later overging in Germania Secunda. Binnen deze provincie lag het gebied van de Sunici binnen de Civitas Agrippinenses, met als hoofdstad Keulen. Van de Sunici werd verondersteld, dat zij een Germaanse stam waren, die een Germaanse taal spraken, hoewel zij mogelijk ook aan Keltische invloeden zijn blootgesteld. Zij leefden in tijden van het Romeinse Rijk tussen de rivieren de Maas (Latijn: Mosa) en de Roer. In moderne termen was dit waarschijnlijk het deel van Duitsland nabij Aken, Jülich, Eschweiler en Düren en de aangrenzende gebieden in het zuiden van Limburg, rond Valkenburg en Oost-België in het oude hertogdom Limburg. Er is een dorpje in de Voerstreek met de naam Sinnich (gemeente Voeren), dat zijn naam aan de Sunici te danken zou hebben. Vlakbij ligt het kasteel van Obsinnich. Ook de namen Schinnen, Schinveld, Schin op Geul, en mogelijk ook Schimmert, zouden eveneens naar deze stam kunnen verwijzen.
Het is mogelijk dat de naam van de stam een latinisering is van het Proto-Germaanse *Sunukoz, bestaande uit de naamdelen *sunuz, betekenende ''zoon'', en *ukoz, de meervoudsvorm van een verkleinwoord waar ook het tegenwoordige Nederlandse ''-ke'' van af stamt. De stamnaam betekende dus iets als ''de jonge zoontjes'', en de enkelvoudsvorm zou *Sunukaz zijn.